# Hofer Island
Hofer Island är en ö i Kanada.   Den ligger i provinsen Saskatchewan, i den centrala delen av landet, 2 700 km nordväst om huvudstaden Ottawa.
Trakten runt Hofer Island är nära nog obefolkad, med mindre än två invånare per kvadratkilometer.